# Mistrovství Evropy v rychlobruslení 2018
Mistrovství Evropy v rychlobruslení 2018 se konalo ve dnech 5.–7. ledna 2018 v rychlobruslařské hale Konkobežnyj centr Kolomna v ruské Kolomně. Jednalo se o 29. společné mistrovství Evropy a celkově o 43. evropský ženský šampionát a 112. mistrovství Evropy pro muže.
Vůbec poprvé bylo rychlobruslařské mistrovství Evropy pořádáno formou závodů na jednotlivých tratích. Až do roku 2016 byl totiž na programu evropského šampionátu pouze klasický víceboj. Mezinárodní bruslařská unie ale rozhodla, že od roku 2017 dojde ke změně formátu soutěže. V roce 2017 byl kromě klasického víceboje vůbec poprvé v rámci ME pořádán i sprinterský víceboj, takže na mistrovství startovali i sprinteři. Vícebojařské soutěže se na ME od tohoto roku konají vždy v lichých letech. V sudých letech, počínaje rokem 2018, jsou na programu ME závody na jednotlivých tratích.
Českou výpravu tvořili Sebastian Druszkiewicz, Eliška Dřímalová, Karolína Erbanová, Natálie Kerschbaummayr a Nikola Zdráhalová.
| Program                                       | Program                                         | Program |
| 5. ledna                                      | 6. ledna                                        | 7. ledna |
| --------------------------------------------- | ----------------------------------------------- | --- |
| 500 m ženy 500 m muži 1500 m ženy 1500 m muži | 1000 m ženy 1000 m muži 3000 m ženy 5000 m muži | stíhací závod ženy stíhací závod muži týmový sprint ženy týmový sprint muži hromadný start ženy hromadný start muži |

## Muži

### 500 metrů
Závodu se zúčastnilo 19 závodníků.
| Pořadí           | Jméno                | Země       | Čas       |
| ---------------- | -------------------- | ---------- | --------- |
| Zlatá medaile    | Ronald Mulder        | Nizozemsko | 34,80     |
| Stříbrná medaile | Mika Poutala         | Finsko     | 34,85 (4) |
| Bronzová medaile | Pavel Kuližnikov     | Rusko      | 34,85 (8) |
| 4.               | Nico Ihle            | Německo    | 35,03     |
| 5.               | Arťom Kuzněcov       | Rusko      | 35,06     |
| 6.               | Pekka Koskela        | Finsko     | 35,19     |
| 7.               | Michel Mulder        | Nizozemsko | 35,23     |
| 8.               | Artur Nogal          | Polsko     | 35,24     |
| 9.               | Ruslan Murašov       | Rusko      | 35,28     |
| 10.              | Henrik Fagerli Rukke | Norsko     | 35,38     |

### 1000 metrů
Závodu se zúčastnilo 24 závodníků.
| Pořadí           | Jméno               | Země       | Čas     |
| ---------------- | ------------------- | ---------- | ------- |
| Zlatá medaile    | Pavel Kuližnikov    | Rusko      | 1:08,84 |
| Stříbrná medaile | Denis Juskov        | Rusko      | 1:08,92 |
| Bronzová medaile | Nico Ihle           | Německo    | 1:08,95 |
| 4.               | Thomas Krol         | Nizozemsko | 1:09,28 |
| 5.               | Mika Poutala        | Finsko     | 1:09,41 |
| 6.               | Alexej Jesin        | Rusko      | 1:09,72 |
| 7.               | Koen Verweij        | Nizozemsko | 1:09,87 |
| 8.               | Hein Otterspeer     | Nizozemsko | 1:09,91 |
| 9.               | Sebastian Kłosiński | Polsko     | 1:10,04 |
| 10.              | Haralds Silovs      | Lotyšsko   | 1:10,22 |

### 1500 metrů
Závodu se zúčastnilo 22 závodníků.
| Pořadí           | Jméno               | Země       | Čas     |
| ---------------- | ------------------- | ---------- | ------- |
| Zlatá medaile    | Denis Juskov        | Rusko      | 1:44,53 |
| Stříbrná medaile | Thomas Krol         | Nizozemsko | 1:45,20 |
| Bronzová medaile | Koen Verweij        | Nizozemsko | 1:46,40 |
| 4.               | Marcel Bosker       | Nizozemsko | 1:46,50 |
| 5.               | Sergej Grjazcov     | Rusko      | 1:46,72 |
| 6.               | Nicola Tumolero     | Itálie     | 1:47,59 |
| 7.               | Haralds Silovs      | Lotyšsko   | 1:47,60 |
| 8.               | Konrad Niedźwiedzki | Polsko     | 1:47,98 |
| 9.               | Jan Szymański       | Polsko     | 1:48,07 |
| 10.              | Zbigniew Bródka     | Polsko     | 1:48,44 |

### 5000 metrů
Závodu se zúčastnilo 18 závodníků.
| Pořadí           | Jméno                  | Země       | Čas     |
| ---------------- | ---------------------- | ---------- | ------- |
| Zlatá medaile    | Nicola Tumolero        | Itálie     | 6:16,85 |
| Stříbrná medaile | Alexandr Rumjancev     | Rusko      | 6:18,13 |
| Bronzová medaile | Marcel Bosker          | Nizozemsko | 6:20,45 |
| 4.               | Jan Blokhuijsen        | Nizozemsko | 6:21,97 |
| 5.               | Danila Semerikov       | Rusko      | 6:24,14 |
| 6.               | Davide Ghiotto         | Itálie     | 6:29,08 |
| 7.               | Simon Schouten         | Nizozemsko | 6:30,08 |
| 8.               | Linus Heidegger        | Rakousko   | 6:31,87 |
| 9.               | Fredrik van der Horst  | Norsko     | 6:32,41 |
| 10.              | Vitalij Michajlov      | Bělorusko  | 6:36,06 |
|                  |                        |            |         |
| 11.              | Sebastian Druszkiewicz | Česko      | 6:36,67 |

### Závod s hromadným startem
Závodu se zúčastnilo 15 závodníků.
| Pořadí           | Jméno               | Země       | Body | Čas     |
| ---------------- | ------------------- | ---------- | ---- | ------- |
| Zlatá medaile    | Jan Blokhuijsen     | Nizozemsko | 60   | 8:23,19 |
| Stříbrná medaile | Andrea Giovannini   | Itálie     | 41   | 8:23,28 |
| Bronzová medaile | Ruslan Zacharov     | Rusko      | 20   | 8:23,37 |
| 4.               | Simon Schouten      | Nizozemsko | 6    | 8:23,77 |
| 5.               | Marcin Bachanek     | Polsko     | 5    | 8:36,18 |
| 6.               | Mathias Vosté       | Belgie     | 5    | 8:41,93 |
| 7.               | Vitalij Michajlov   | Bělorusko  | 4    | 8:23,81 |
| 8.               | Armin Hager         | Rakousko   | 3    | 8:24,23 |
| 9.               | Konrad Niedźwiedzki | Polsko     | 3    | 8:26,80 |
| 10.              | Danila Semerikov    | Rusko      | 0    | 8:23,47 |

### Týmový sprint
Závodu se zúčastnilo šest týmů.
| Pořadí           | Tým                                                               | Čas     |
| ---------------- | ----------------------------------------------------------------- | ------- |
| Zlatá medaile    | Rusko Ruslan Murašov, Pavel Kuližnikov, Denis Juskov              | 1:19,38 |
| Stříbrná medaile | Finsko Harri Levo, Pekka Koskela, Mika Poutala                    | 1:21,19 |
| Bronzová medaile | Polsko Artur Nogal, Piotr Michalski, Sebastian Kłosiński          | 1:21,29 |
| 4.               | Norsko Bjørn Magnussen, Johann Jørgen Sæves, Henrik Fagerli Rukke | 1:22,08 |
| 5.               | Bělorusko Arťom Čaban, Vitalij Michajlov, Jevgenij Bolgov         | DNF     |
| 6.               | Nizozemsko Michel Mulder, Hein Otterspeer, Koen Verweij           | DSQ     |

### Stíhací závod družstev
Závodu se zúčastnilo pět týmů.
| Pořadí           | Tým                                                                     | Čas     |
| ---------------- | ----------------------------------------------------------------------- | ------- |
| Zlatá medaile    | Nizozemsko Jan Blokhuijsen, Marcel Bosker, Simon Schouten               | 3:42,79 |
| Stříbrná medaile | Rusko Danila Semerikov, Sergej Grjazcov, Alexandr Rumjancev             | 3:44,59 |
| Bronzová medaile | Polsko Jan Szymański, Adrian Wielgat, Zbigniew Bródka                   | 3:52,60 |
| 4.               | Norsko Fredrik van der Horst, Runar Njåtun Krøyer, Magnus Bakken Haugli | 3:53,02 |
| 5.               | Itálie Andrea Giovannini, Nicola Tumolero, Riccardo Bugari              | 3:53,08 |

## Ženy

### 500 metrů
Závodu se zúčastnilo 20 závodnic.
| Pořadí           | Jméno                     | Země       | Čas       |
| ---------------- | ------------------------- | ---------- | --------- |
| Zlatá medaile    | Vanessa Herzogová         | Rakousko   | 37,69     |
| Stříbrná medaile | Angelina Golikovová       | Rusko      | 38,04     |
| Bronzová medaile | Karolína Erbanová         | Česko      | 38,18     |
| 4.               | Olga Fatkulinová          | Rusko      | 38,30     |
| 5.               | Darja Kačanovová          | Rusko      | 38,56     |
| 6.               | Letitia de Jongová        | Nizozemsko | 38,70     |
| 7.               | Sanneke de Neelingová     | Nizozemsko | 38,91     |
| 8.               | Gabriele Hirschbichlerová | Německo    | 38,97     |
| 9.               | Mayon Kuipersová          | Nizozemsko | 39,17     |
| 10.              | Yvonne Daldossiová        | Itálie     | 39,25     |
|                  |                           |            |           |
| 12.              | Nikola Zdráhalová         | Česko      | 39,65 (5) |

### 1000 metrů
Závodu se zúčastnilo 24 závodnic.
| Pořadí           | Jméno                     | Země       | Čas         |
| ---------------- | ------------------------- | ---------- | ----------- |
| Zlatá medaile    | Jekatěrina Šichovová      | Rusko      | 1:15,34     |
| Stříbrná medaile | Vanessa Herzogová         | Rakousko   | 1:15,44     |
| Bronzová medaile | Marrit Leenstraová        | Nizozemsko | 1:15,74 (0) |
| 4.               | Lotte van Beeková         | Nizozemsko | 1:15,74 (8) |
| 5.               | Letitia de Jongová        | Nizozemsko | 1:16,34     |
| 6.               | Olga Fatkulinová          | Rusko      | 1:16,64     |
| 7.               | Darja Kačanovová          | Rusko      | 1:16,85     |
| 8.               | Natalia Czerwonková       | Polsko     | 1:17,66     |
| 9.               | Gabriele Hirschbichlerová | Německo    | 1:17,98     |
| 10.              | Yvonne Daldossiová        | Itálie     | 1:18,76     |
|                  |                           |            |             |
| 17.              | Natálie Kerschbaummayr    | Česko      | 1:21,28     |
| 20.              | Eliška Dřímalová          | Česko      | 1:23,06     |
| 22.              | Karolína Erbanová         | Česko      | WDR         |

### 1500 metrů
Závodu se zúčastnilo 23 závodnic.
| Pořadí           | Jméno                         | Země       | Čas     |
| ---------------- | ----------------------------- | ---------- | ------- |
| Zlatá medaile    | Lotte van Beeková             | Nizozemsko | 1:55,52 |
| Stříbrná medaile | Jekatěrina Šichovová          | Rusko      | 1:56,57 |
| Bronzová medaile | Marrit Leenstraová            | Nizozemsko | 1:56,58 |
| 4.               | Linda de Vriesová             | Nizozemsko | 1:57,98 |
| 5.               | Gabriele Hirschbichlerová     | Německo    | 1:58,18 |
| 6.               | Natalia Czerwonková           | Polsko     | 1:58,38 |
| 7.               | Nikola Zdráhalová             | Česko      | 1:59,69 |
| 8.               | Roxanne Dufterová             | Německo    | 1:59,79 |
| 9.               | Katarzyna Bachledová-Curuśová | Polsko     | 1:59,76 |
| 10.              | Francesca Lollobrigidová      | Itálie     | 1:59,80 |
|                  |                               |            |         |
| 21.              | Natálie Kerschbaummayr        | Česko      | 2:05,83 |
| 22.              | Eliška Dřímalová              | Česko      | 2:07,39 |

### 3000 metrů
Závodu se zúčastnilo 18 závodnic.
| Pořadí           | Jméno                     | Země       | Čas     |
| ---------------- | ------------------------- | ---------- | ------- |
| Zlatá medaile    | Esmee Visserová           | Nizozemsko | 4:05,31 |
| Stříbrná medaile | Carlijn Achtereekteová    | Nizozemsko | 4:06,81 |
| Bronzová medaile | Natalja Voroninová        | Rusko      | 4:07,62 |
| 4.               | Francesca Lollobrigidová  | Itálie     | 4:08,77 |
| 5.               | Anna Juraková             | Rusko      | 4:09,33 |
| 6.               | Olga Grafová              | Rusko      | 4:11,28 |
| 7.               | Camilla Lundová           | Norsko     | 4:11,89 |
| 8.               | Annouk van der Weijdenová | Nizozemsko | 4:12,48 |
| 9.               | Roxanne Dufterová         | Německo    | 4:13,24 |
| 10.              | Nikola Zdráhalová         | Česko      | 4:13,71 |
|                  |                           |            |         |
| 16.              | Natálie Kerschbaummayr    | Česko      | 4:19,90 |
| 18.              | Eliška Dřímalová          | Česko      | 4:30,20 |

### Závod s hromadným startem
Závodu se zúčastnilo 16 závodnic.
| Pořadí           | Jméno                     | Země       | Body | Čas     |
| ---------------- | ------------------------- | ---------- | ---- | ------- |
| Zlatá medaile    | Francesca Lollobrigidová  | Itálie     | 65   | 8:38,69 |
| Stříbrná medaile | Francesca Bettroneová     | Itálie     | 43   | 8:38,74 |
| Bronzová medaile | Vanessa Herzogová         | Rakousko   | 21   | 8:39,33 |
| 4.               | Michelle Uhrigová         | Německo    | 5    | 8:43,72 |
| 5.               | Annouk van der Weijdenová | Nizozemsko | 5    | 9:06,98 |
| 6.               | Magdalena Czyszczońová    | Polsko     | 3    | 8:44,04 |
| 7.               | Viktorija Filjuškinová    | Rusko      | 3    | 9:18,80 |
| 8.               | Carlijn Achtereekteová    | Nizozemsko | 1    | 8:39,45 |
| 9.               | Luiza Złotkowská          | Polsko     | 1    | 8:43,73 |
| 10.              | Nikola Zdráhalová         | Česko      | 0    | 8:40,65 |
|                  |                           |            |      |         |
| 12.              | Natálie Kerschbaummayr    | Česko      | 0    | 8:42,74 |

### Týmový sprint
Závodu se zúčastnily tři týmy.
| Pořadí           | Tým                                                                      | Čas     |
| ---------------- | ------------------------------------------------------------------------ | ------- |
| Zlatá medaile    | Rusko Angelina Golikovová, Olga Fatkulinová, Jelizaveta Kazelinová       | 1:26,71 |
| Stříbrná medaile | Nizozemsko Mayon Kuipersová, Sanneke de Neelingová, Letitia de Jongová   | 1:28,65 |
| Bronzová medaile | Norsko Martine Ripsrudová, Anne Gulbrandsenová, Sofie Karoline Haugenová | 1:31,88 |

### Stíhací závod družstev
Závodu se zúčastnilo pět týmů.
| Pořadí           | Tým                                                                             | Čas     |
| ---------------- | ------------------------------------------------------------------------------- | ------- |
| Zlatá medaile    | Nizozemsko Marrit Leenstraová, Lotte van Beeková, Melissa Wijfjeová             | 2:59,34 |
| Stříbrná medaile | Rusko Olga Grafová, Jekatěrina Šichovová, Natalja Voroninová                    | 3:01,88 |
| Bronzová medaile | Německo Roxanne Dufterová, Gabriele Hirschbichlerová, Michelle Uhrigová         | 3:05,03 |
| 4.               | Polsko Katarzyna Bachledová-Curuśová, Natalia Czerwonková, Katarzyna Woźniaková | 3:05,06 |
| 5.               | Česko Eliška Dřímalová, Natálie Kerschbaummayr, Nikola Zdráhalová               | 3:19,72 |

## Medailové pořadí zemí
| Pořadí | Země       | Zlato | Stříbro | Bronz | Celkem |
| ------ | ---------- | ----- | ------- | ----- | ------ |
| 1.     | Nizozemsko | 6     | 3       | 4     | 13     |
| 2.     | Rusko      | 5     | 6       | 3     | 14     |
| 3.     | Itálie     | 2     | 2       | 0     | 4      |
| 4.     | Rakousko   | 1     | 1       | 1     | 3      |
| 5.     | Finsko     | 0     | 2       | 0     | 2      |
| 6.     | Německo    | 0     | 0       | 2     | 2      |
| 6.     | Polsko     | 0     | 0       | 2     | 2      |
| 8.     | Česko      | 0     | 0       | 1     | 1      |
| 8.     | Norsko     | 0     | 0       | 1     | 1      |